# José Ivo Lorscheiter

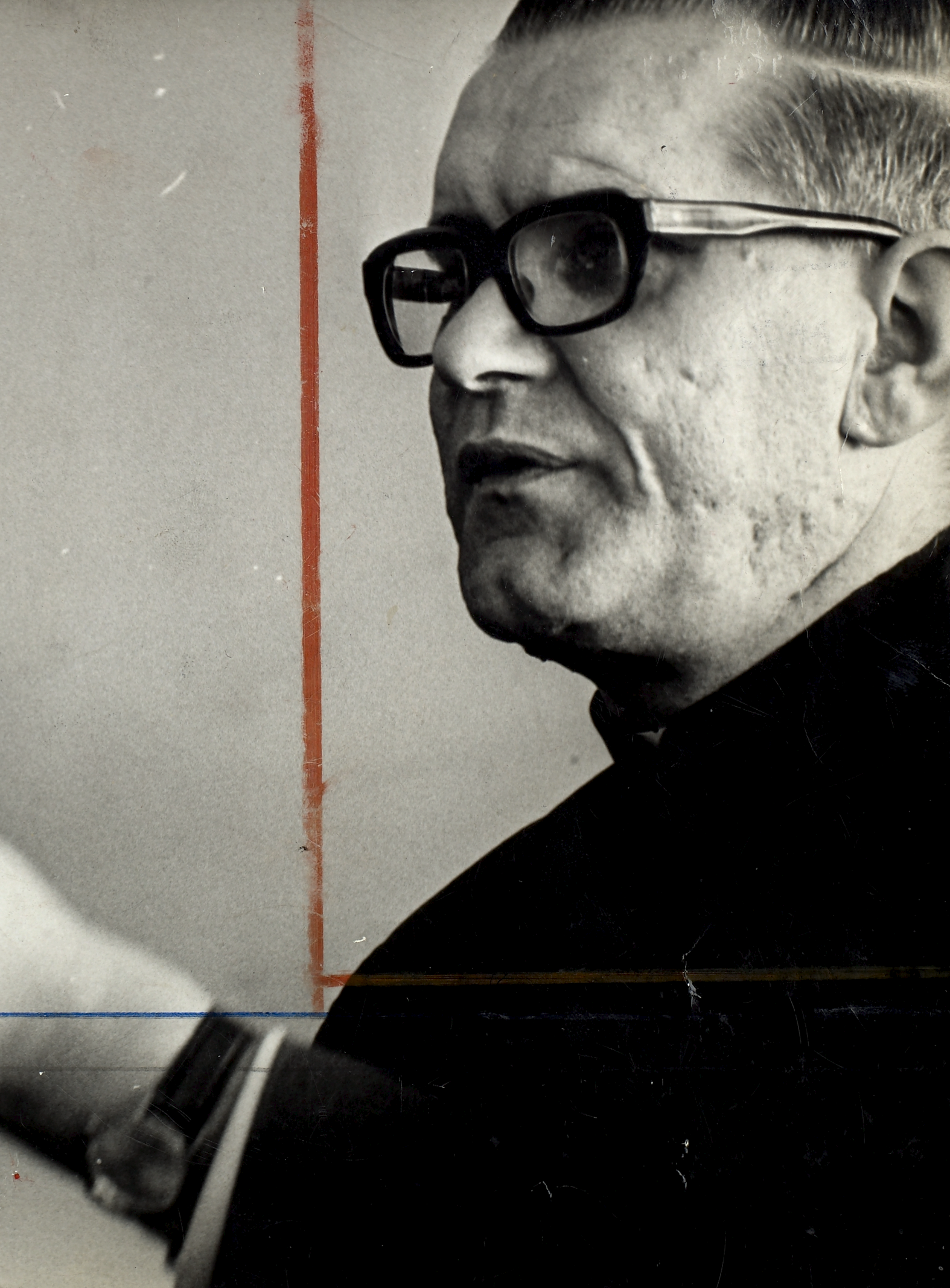
José Ivo Lorscheiter (1972)

José Ivo Lorscheiter (* 7. Dezember 1927 in São José do Hortêncio, Brasilien; † 5. März 2007 in Santa Maria, Brasilien) war ein brasilianischer römisch-katholischer Bischof, der vor allem wegen seiner Kritik am brasilianischen Militärregime bekannt war.

## Leben
Ivo Lorscheiter entstammte einer einfachen und religiösen Familie deutscher Abstammung. Nach dem Theologiestudium an der Päpstlichen Universität Gregoriana empfing er am 20. Dezember 1952 in Rom die Priesterweihe. Nach Brasilien zurückgekehrt, war er zunächst am Knabenseminar und später als Professor tätig. 
Am 12. November 1965 wurde er von Papst Paul VI. zum Weihbischof im Erzbistum Porto Alegre bestellt und zum Titularbischof von Tamada ernannt. Die Bischofsweihe spendete ihm Kardinal Alfredo Vicente Scherer am 6. März 1966. Mitkonsekratoren waren sein Cousin Aloísio Lorscheider, Bischof von Santo Ângelo und späterer Kardinal, sowie Edmundo Luís Kunz, Weihbischof in Porto Alegre. Sein Wahlspruch als Bischof lautete: „Nova et vetera“ (Neues und Altes).
Am 5. Februar 1974 wurde er zum Bischof von Santa Maria ernannt. Seinen altersbedingten Rücktritt nahm Papst Johannes Paul II. am 24. März 2004 an.
Lorscheiter war von 1971 bis 1979 Sekretär der brasilianischen Bischofskonferenz (Conferência Nacional dos Bispos do Brasil CNBB) und von 1979 bis 1986 deren Präsident. Er galt als einer der bedeutendsten Vertreter der Kirche in Brasilien. 
Während der Militärdiktatur von 1964 bis 1985 prangerte er immer wieder die Menschenrechtsverletzungen an. Wegen seines Eintretens für die Befreiungstheologie geriet er zeitweise auch mit dem Vatikan in Konflikt.
Ivo Lorscheiter starb nach langer Krankheit an multiplem Organversagen im Alter von 79 Jahren.